# Bohumilský potok
Bohumilský potok je vodní tok typu potok, pramenící severně od osady Bohumil u Kostelce nad Černými lesy a vlévající se do Jevanského potoka jako jeho levostranný přítok pod rybníkem Šáchovec.

## Popis
Bohumilský potok pramení severně od průmyslového objektu v osadě Bohumil v katastrálním území Jevany. Teče jihovýchodním směrem. Za osadou Bohumil se do něj zprava vlévá jeden potok tekoucí z průmyslového objektu. Pokračuje dále na východ, začíná se zahlubovat, protéká dalšími rybníky, vlévá se do něj jeden potok zleva a stáčí se k jihu. Další bezejmenný potok zleva se do něj vlévá na křížení s naučnou stezkou Penčický okruh a červenou turistickou značkou. Zde se stáčí k jihozápadu a vtéká do lesa a meandruje. U křižovatky Šemrincova lávka přitéká jeden potok zprava, další potok zprava u obory Aldašín a poté další pod ní. Zde už je potok zahlouben v hlubokém korytě v lese a obklopen Voděradskými bučinami. V lokalitě Lhotky, se rozdvojuje a vlévá se do něj další potůček zprava. Za silnicí pod rybníkem Šáchovec se obě ramena vlévají do Jevanského potoka.

## Galerie

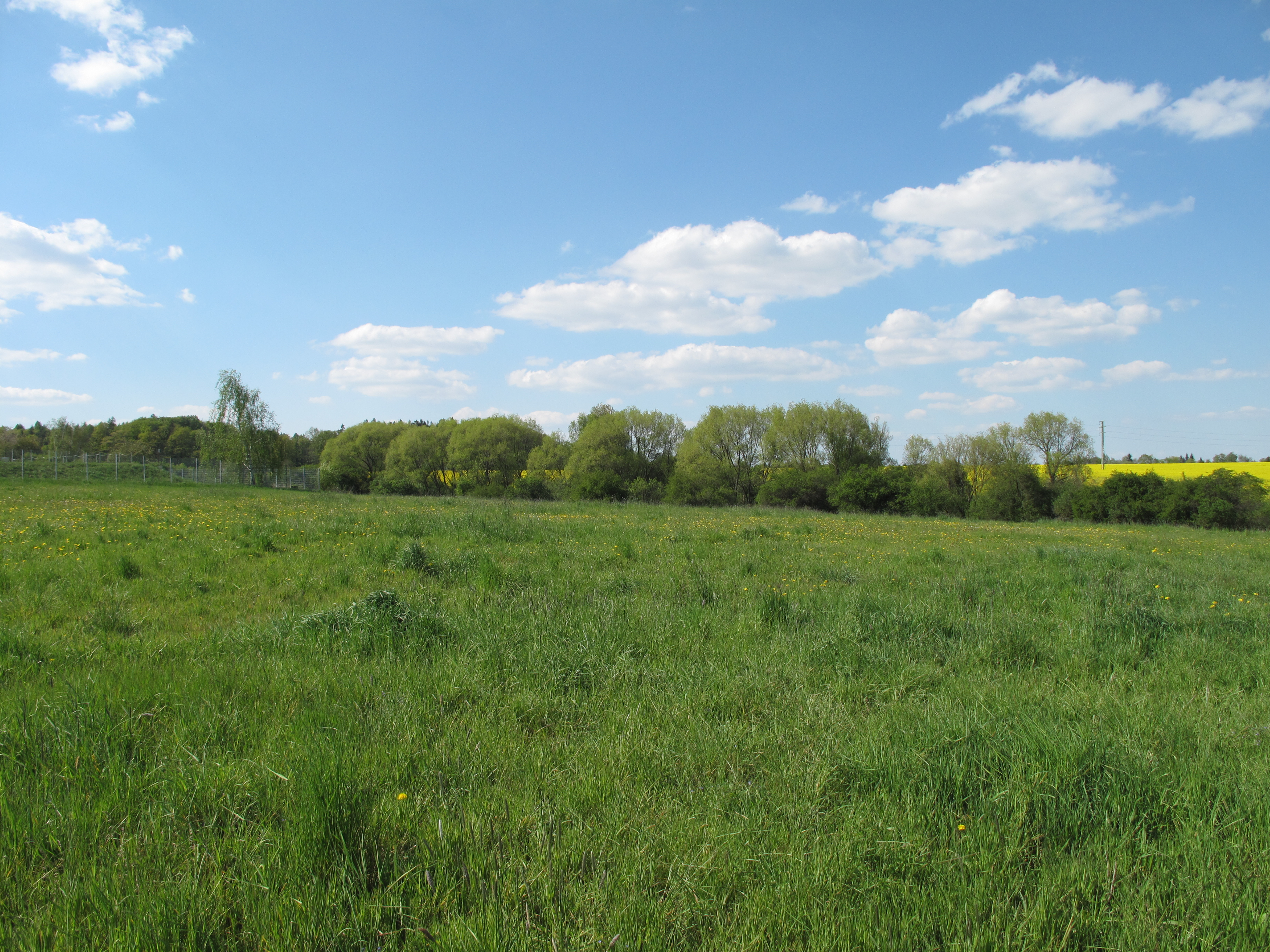
Pramenná část
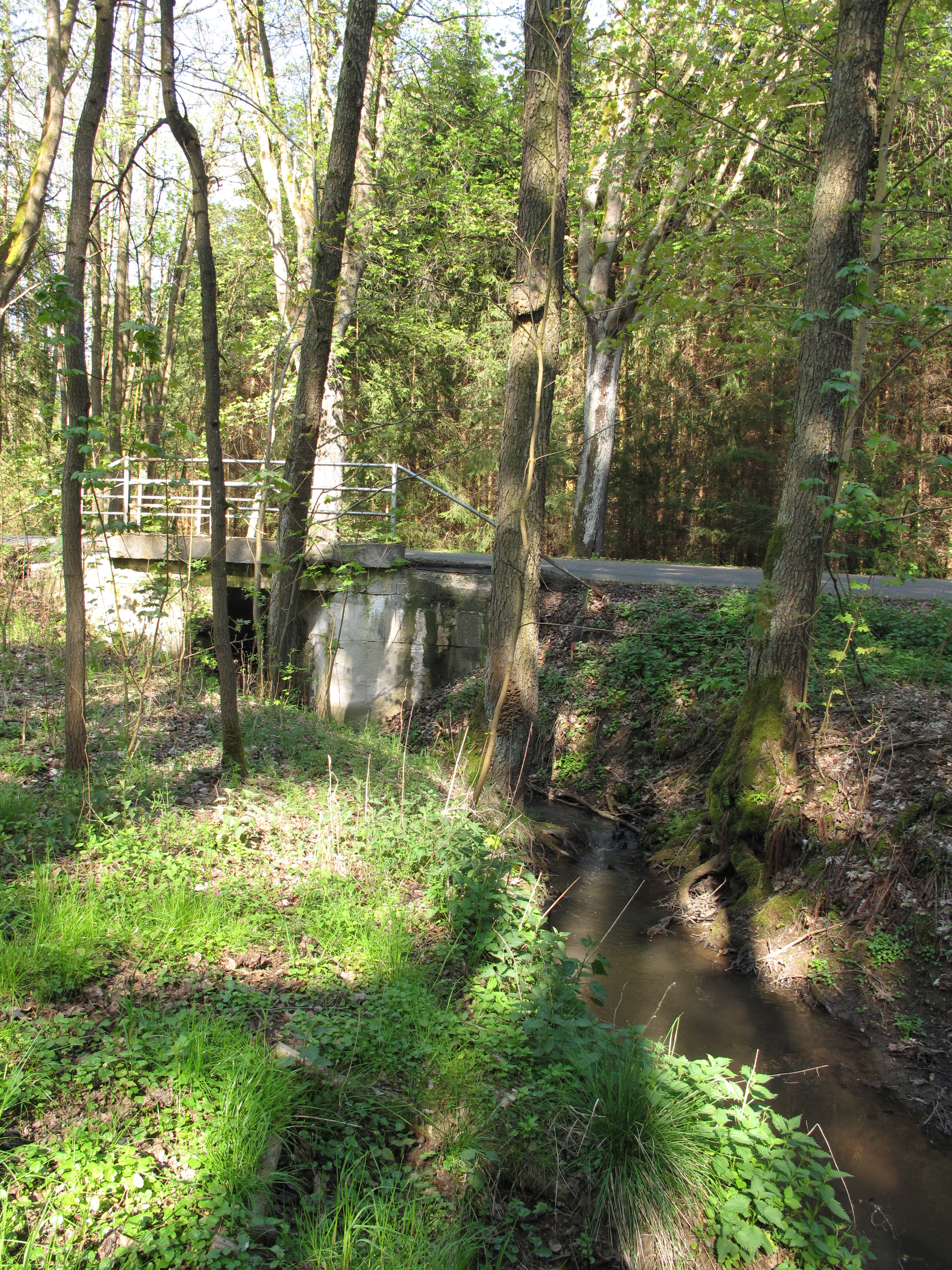
Most u ústí do Jevanského potoka
- Soutok s Jevanským potokem
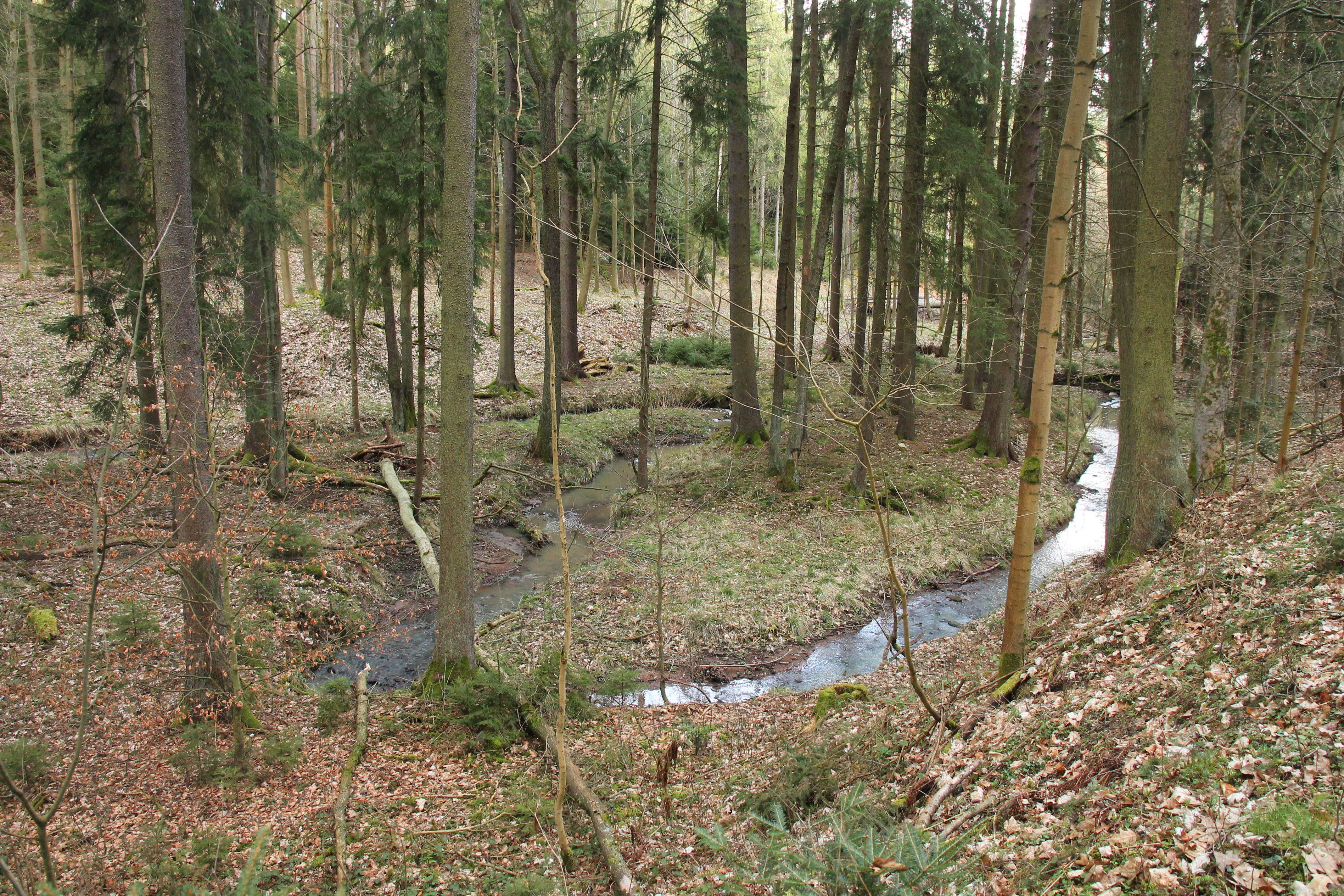
Meandrující potok u obory Aldašín